# 函皇父
函皇父（かんこうほ、拼音: Hán huáng fù）は、中国西周の政治家。なお、函皇父という名前は銘文にのみ見え、『詩経』には皇父と記されている。

## 概要
『詩経』小雅によると、皇父は幽王の后・褒姒や他の佞臣らと共に権勢を恣にした上、向の地への遷都を強行しようとし、農民を築城に駆り立て、さらに自分の行いは礼に基づいていると言い張るなどしたことで、詩の作者や他の庶民から恨まれている。
西周時代に製作された「函皇父簋」や「函皇父鼎」、「函皇父盤」といった青銅器に記された銘文にも名前が見える。